# Fernand Cournollet
Fernand Henri Jean Cournollet (ur. 19 grudnia 1882 w Villers-sur-Mer, zm. 10 sierpnia 1971 w Reims) – francuski curler.
Cournollet był kapitanem reprezentacji Francji podczas Zimowych Igrzysk Olimpijskich 1924. Gospodarze w fazie początkowej przegrali mecze przeciwko Wielkiej Brytanii (William Jackson) i Szwecji (Carl Wilhelm Petersén) odpowiednio 4:46 i 10:19. W meczu o srebro ponownie ulegli Szwedom (18:10) i ostatecznie zajęli 3. miejsce.

## Drużyna
- Pierre Canivet – trzeci
- Armand Isaac-Bénédic – drugi
- Georges André – otwierający
- Henri Aldebert – rezerwowy
- Robert Planque – rezerwowy